# Hans Aall

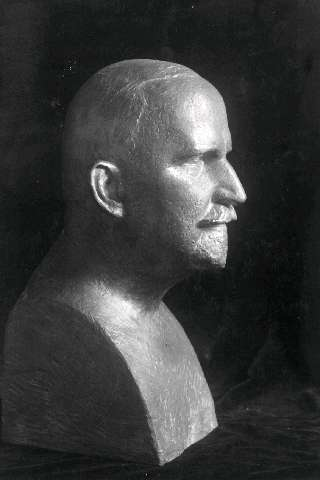
Byst av Hans Aall.

Hans Jakob Aall, född 20 september 1869 i Arendal, död 1946, var en norsk museiman.

## Biografi
Aall blev 1890 filosofie kandidat, arbetade som biblioteksman i Oslo, och kallades 1893 att delta i skapandet av Nordenfjeldske Kunstindustrimuseum i Trondheim, där han blev dess förste konservator. 1894 tog Aall initiativet till upprättandet av Norsk Folkemuseum på Bygdø vid Oslo. Han blev dess konservator 1895 och var dess direktör från 1904 fram till sin död 1946.
Förutom sin omfattande rent museala verksamhet har Aall gett ut ett antal publikationer inom norsk folkkännedom och odlingshistoria, däribland det stort anlagda verket Norske bygder.